# Hibrid (biológia)

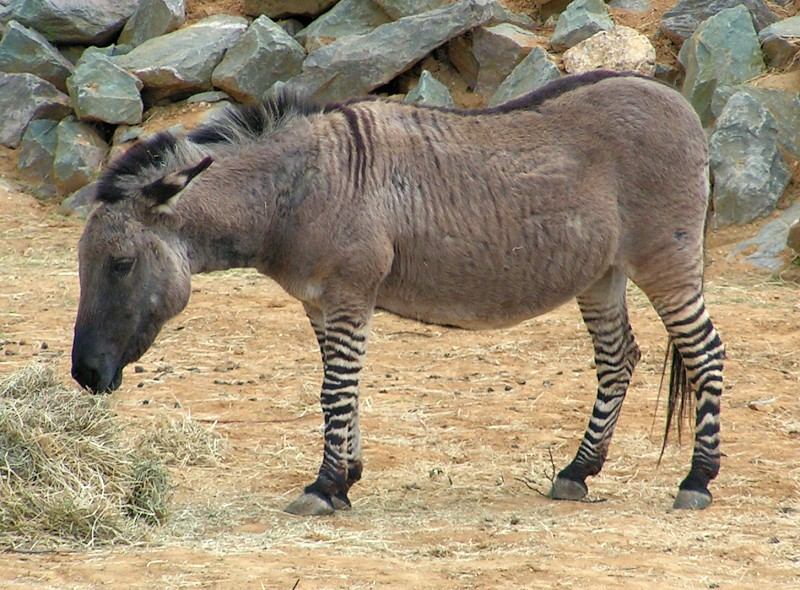
Zebra és szamár hibridje

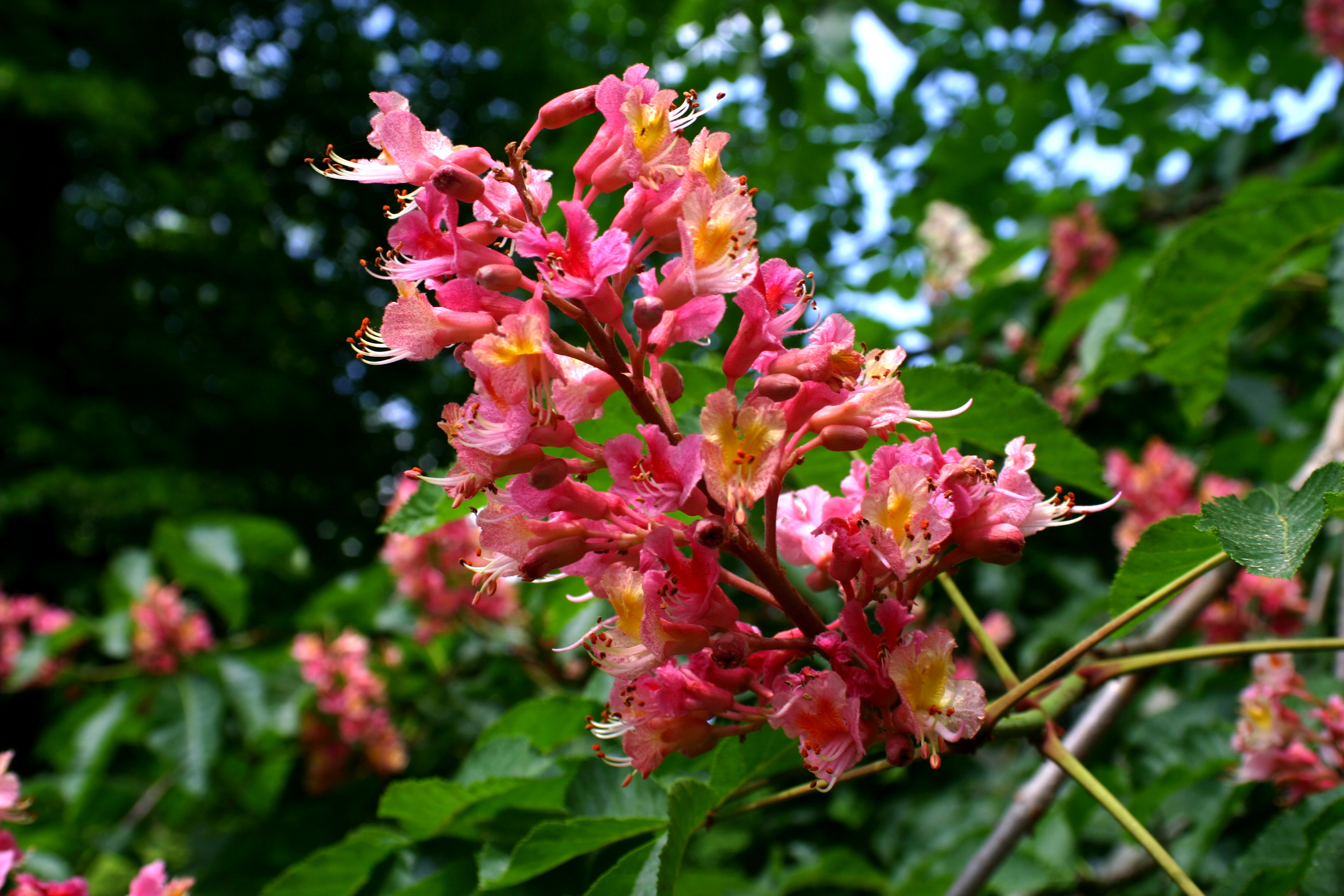
Hússzínű vadgesztenye, a közönséges vadgesztenye és a vörös vadgesztenye hibridje

A hibrid biológiai értelemben két különböző csoporthoz tartozó élőlény kereszteződéséből vagy keresztezésével létrejött, mindkét szülő genetikai tulajdonságát hordozó utód és ezeknek utódai. A legelterjedtebb értelmezésben a keresztezett csoportok általában különböző fajok – melyekből fajhibrid jön létre –, de más szintű taxonok kereszteződése során létrejövő egyedeket is hibrideknek nevezzük. A hibridek tulajdonságai általában átmeneti jellegűek.

## Hibrid állatok
Az állatok körében természetes körülmények között leggyakrabban a különböző fajok, alfajok elterjedési területeinek határán jönnek létre hibridek. Azok a közeli rokon élőlények, amelyek más területeken élnek és nincsenek kapcsolatban egymással, gyakran képesek hibridizációra, ha mesterségesen kerülnek kapcsolatba egymással, például állatkertekben.
A Zoológiai Nevezéktan Nemzetközi Kódexe a hibrideket nem kezeli taxonként, így azoknak nincs érvényes tudományos nevük. Ennek ellenére sok hibridnek létezik informális elnevezése, például a lókanca (Equus ferus) és a szamárcsődör (Equus africanus) kereszteződéséből született lóöszvért – régebben még inkább – Equus mulus néven is említik.

## Hibrid növények
A növényeknél gyakori a természetes intraspecifikus hibridizáció az egymással határos elterjedésű alfajok, változatok, alakok között, de nem elhanyagolhatók a interspecifikus, sőt az intergenerikus hibridek sem. A mesterséges hibridizáció a növénynemesítés egyik legfontosabb tényezője.
A Botanikai Nevezéktan Nemzetközi Kódexe a különböző taxonok kereszteződésével létrejövő hibrideket önálló taxonokoknak, úgynevezett nototaxonoknak tekinti, azok nevezéktanát részletesen szabályozza.